# Strój górali żywieckich

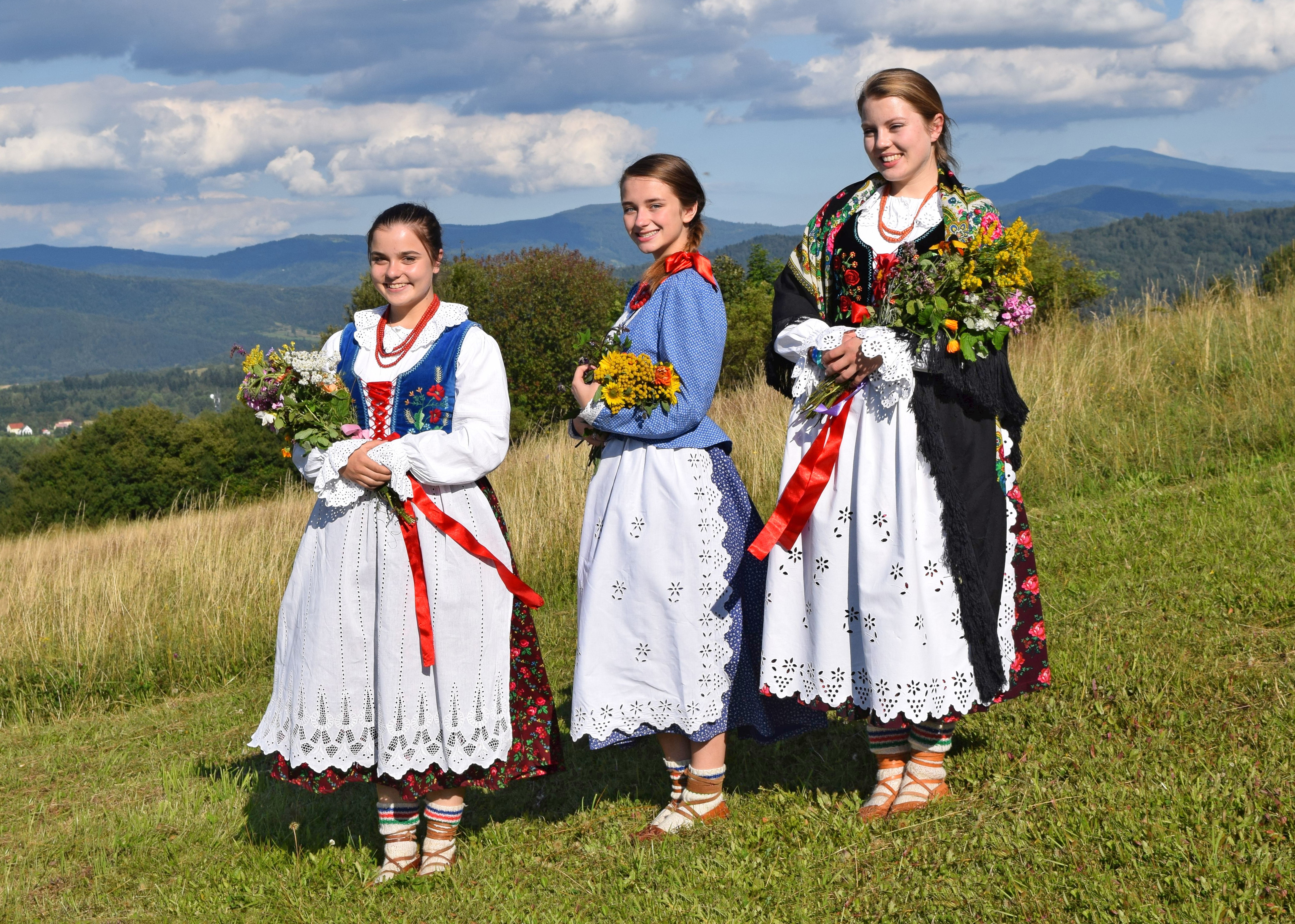
Żywieckie stroje góralskie wykonane współcześnie

Strój górali żywieckich – strój górali zamieszkujących obszar Żywiecczyzny – Beskidu Żywieckiego, częściowo Beskidu Śląskiego i Beskidu Małego oraz Kotliny Żywieckiej. W strojach – rekonstrukcjach dawnych wzorów wykonywanych w  pracowni Jadwigi Jurasz – chodzą m.in. członkowie zespołu Grojcowianie z Wieprza. Dawniejsze i współczesne stroje górali żywieckich są także w kolekcji m.in. Muzeum Miejskiego w Żywcu i Państwowego Muzeum Etnograficznego w Warszawie.
Górale Żywieccy odeszli od swojego ubioru już prawie zupełnie przed rozpoczęciem I wojny światowej, głównie w wyniku masowych wyjazdów do sezonowych prac rolnych na Węgrzech, Morawach, a także – już w mniejszym stopniu – do pracy w przemyśle na pobliskim Śląsku. W okresie międzywojennym, staraniem miłośników folkloru, próbowano zachować i odtworzyć strój górali jako reprezentacyjny dla wsi żywieckiej i zespołów folklorystycznych. Obecnie nowe stroje bazujące na dawnych projektach noszą np. członkowie zespołu Grojcowianie.

## Strój kobiecy

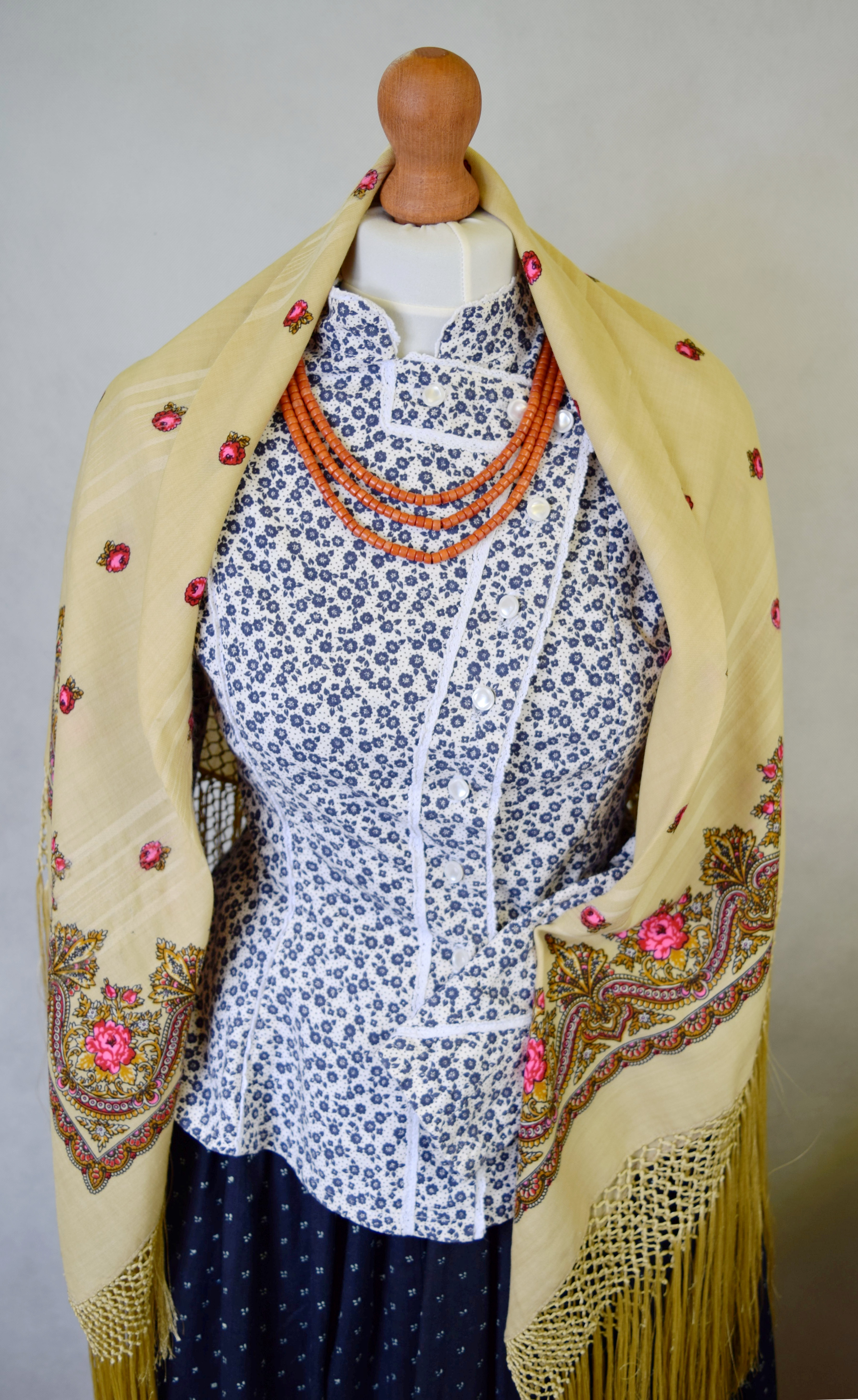
Kobiecy strój górali żywieckich – współczesne wykonanie

### Bielizna

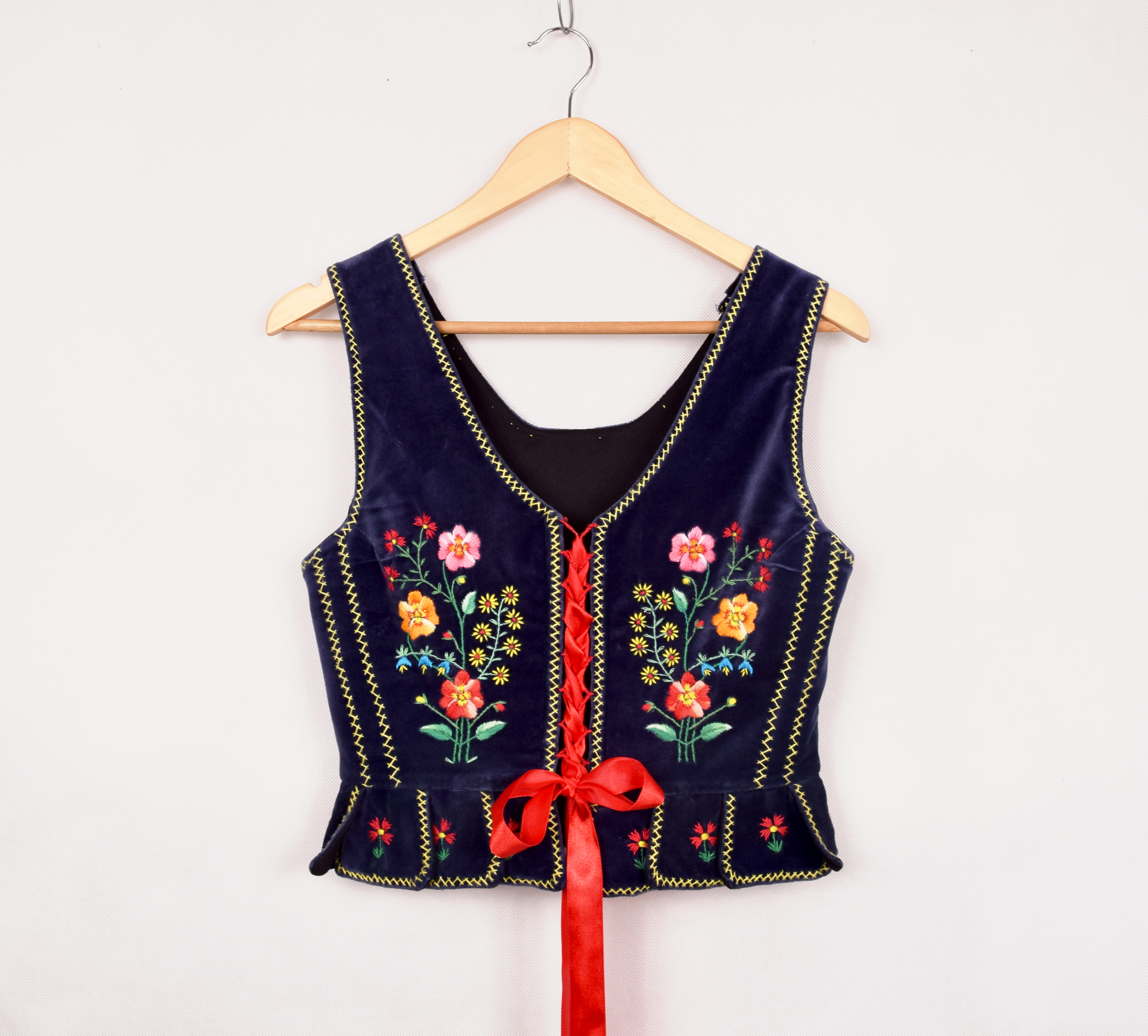
Gorset, Beskid Żywiecki, wyk. Jadwiga Jurasz

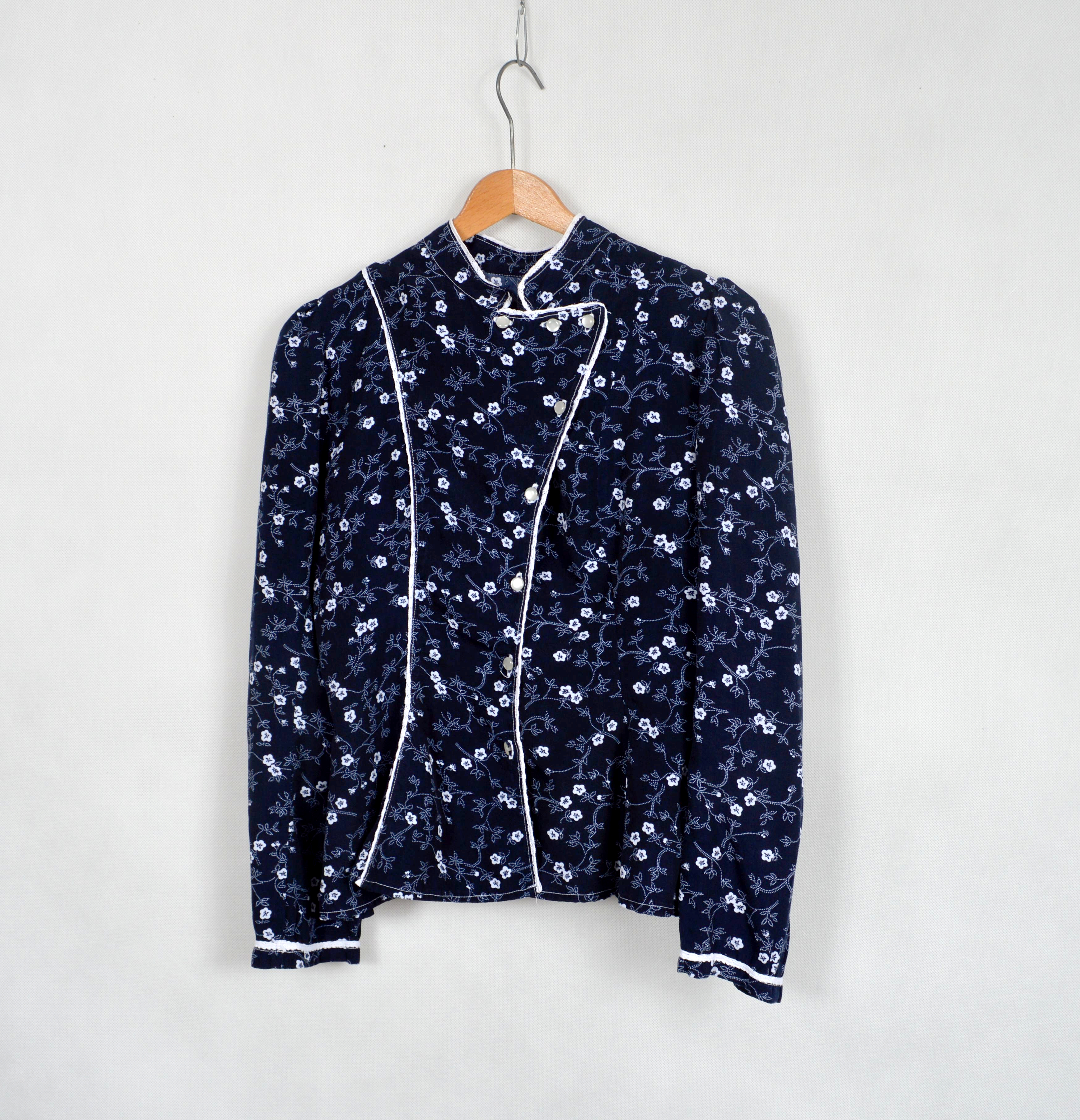
Jakla uszyta współcześnie

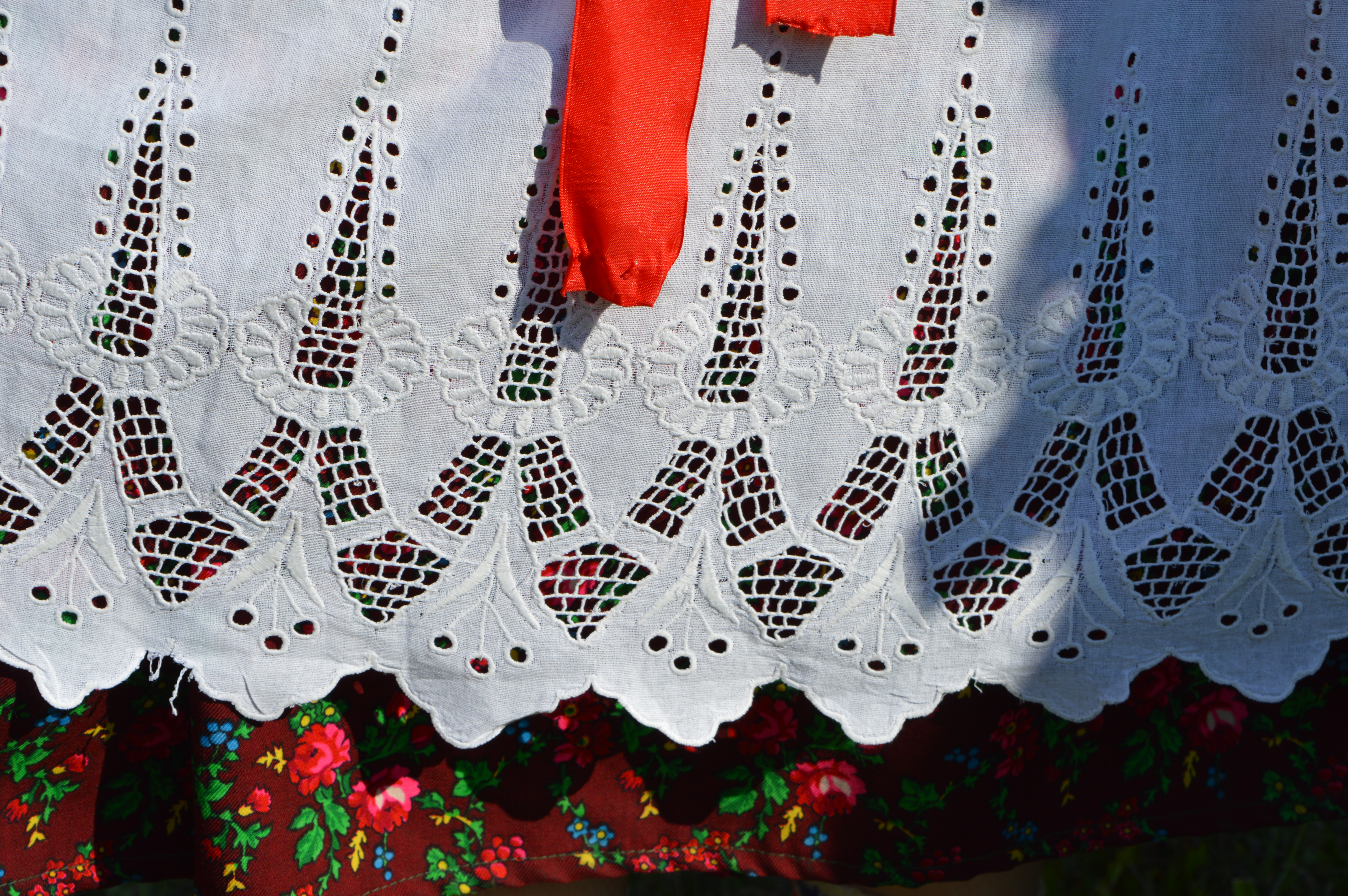
Zapaska – przedni fartuch; tu – detal ze stroju żywieckiego

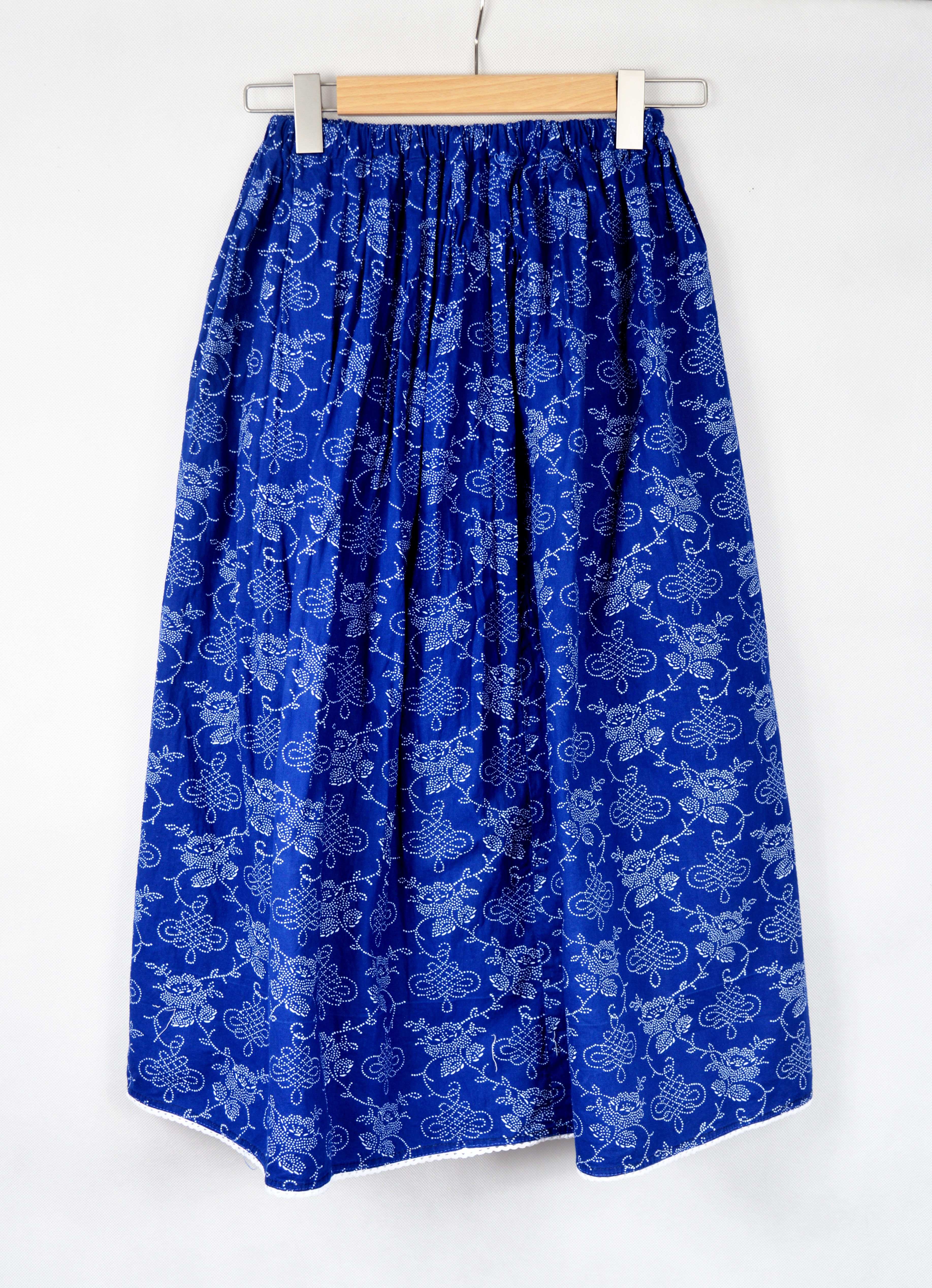
Spódnica w stylu żywieckim

Archaiczna forma bielizny, typowa dla góralek karpackich składała się z lnianego, płóciennego „oplecka” – krótkiej i nie wykończonej kołnierzykiem koszuli, którą noszono z „ciasnochą” – wąską spódnicą opasującą biodra. Na początku XX wieku pojawiły się bawełniane koszule z kryzami i bufiastymi rękawami, które noszono do gorsetu.

### Gorset
Gorset zwany kabotkiem, kabatkiem. Starsze formy XIX-wiecznych gorsetów posiadały wąskie ramiączka i duży półokrągły dekolt. Zapinane były na guziki i na dole wykończone kontrafałdą. Szyto je z wzorzystych tkanin fabrycznych, które obok kolorowych lamówek stanowiły o wartości dekoracyjnej. Z czasem zaczęto je ozdabiać haftowanymi, zgeometryzowanymi figurami kwiatów. Wraz z rozwojem technik hafciarskich powierzchnia gorsetów zaczęła się rozszerzać, by ukazywać zawiłość wzoru. Na przełomie XIX/XX wieku, za sprawą „mody krakowskiej”, do ozdabiania gorsetów zaczęto używać metalowych cekinów, szklanych koralików i mieniących się taśm pasmanteryjnych.

### Kaftan (jakla)
Kaftan – jakla, jaklicka (Korbielów), jupecka (Gilowice), jupka (Sopotnia Mała). Kaftany sięgały poniżej pasa, pod szyją wykańczano je stójką. Jakle letnie szyto z wzorzystych kretonów, perkali, batystów. Popularną tkaniną była „siwizna” – bawełniana, granatowa tkanina w biały, kwiatowy deseń. Zdobiono je wyszyciami z guzików, koronek i wstążek.

### Spódnica
Spódnice góralek żywieckich powstały z połączenia dwóch zapasek – przedniej i tylnej. W XIX wieku szyto je z płótna lnianego drukowanego technika batikową. Biały wzór na granatowym tle. Odświętne drobno marszczono i wszywano w oszewkę z troczkami do wiązania. Przełom XIX/XX wieku to moda na kwieciste tkaniny tybetowe. Panowała zasada, że tybety noszono z gorsetem, zaś spódnice z kretonu z jaklą. Pod spódnice zakładano kilka warstw krochmalonych płóciennych półhalek tzw. podnośników, zabieg ten miał nadać sylwetce pożądane, obfite kształty.

### Zapaska
Zapaski – przednie fartuchy wiązane w pasie pierwotnie pełniły praktyczne funkcje, chroniły odzież przed zniszczeniem i służyły za płachtę do transportu płodów rolnych. Szyto je z płótna lnianego. Fartuchy odświętne wykonywano z muślinu i batystu, często były ozdabiane taśmami pasmanteryjnymi i koronkami. Za najbardziej zdobne uważano białe fartuchy pokryte na całej długości ażurowym, dziurkowanym haftem maszynowym.

### Czepce i chusty
Nakryciem głowy mężatek był czepiec. Czepce posiadały różnorakie sposoby zdobienia, miały jednak wspólną formę. Wszystkie stanowiły rodzaj czapeczki z podkowiastym denkiem z tyłu. Na czepce zakładano zawsze chustki, które z czasem zaczęły funkcjonować samodzielnie. Oprócz białych i wzorzystych chustek płóciennych, dużą popularnością cieszyły się chustki wykonany z wełny tybetowej. Za najbardziej paradne uważano chustki wykończone na brzegach wełnianymi frędzlami. Do pracy chustki wiązano rogami z tyłu głowy, natomiast do stroju odświętnego za stosowne uważano wiązanie pod brodą.

### Korale i naszyjniki
Uzupełnieniem stroju świątecznego była biżuteria. Obok naszyjników z korala prawdziwego i jego imitacji, góralki nosiły paciorki z ciemnych granatów sprowadzanych z Czech. Do naszyjników często doczepiano krzyżyki rzymskie i medaliony z wizerunkiem Matki Boskiej. 

## Strój męski
W pierwszej połowie XIX wieku górale Beskidu Żywieckiego, podobnie jak pasterze wielu innych rejonów Karpat, nosili krótkie koszule o kroju ponczo podłużnego, sięgające do pasa i wyposażone w szerokie, sięgające łokcia rękawy. Dla ochrony przed wilgocią i insektami impregnowano je tłuszczem: owczym łojem lub masłem. W drugiej połowie XIX wieku pojawiły się koszule długie „wałaskie”, które sięgały kolan i zastępowały kalesony.

### Spodnie

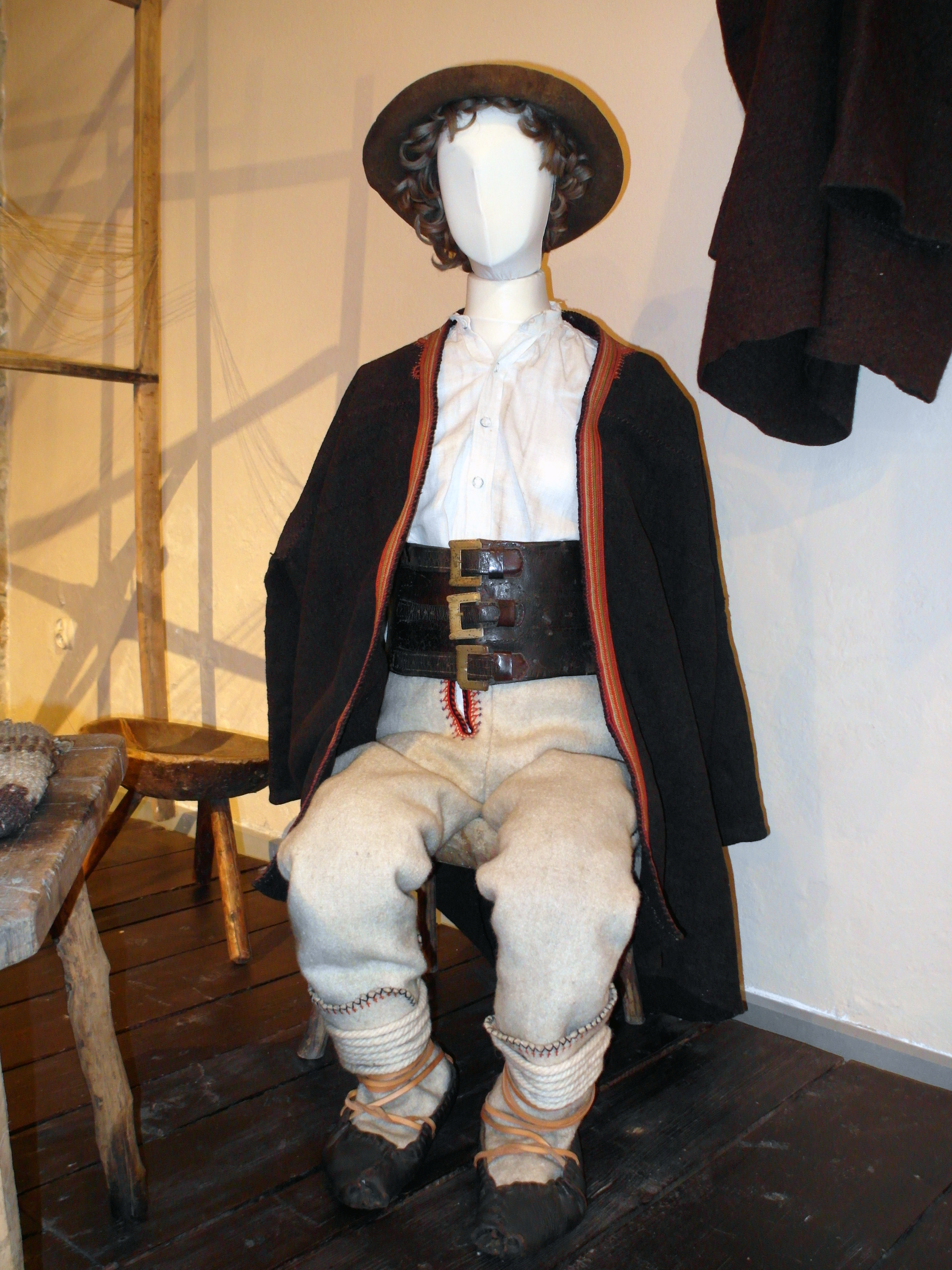
Strój górali żywieckich, ekspozycja w Muzeum Miejskim w Żywcu

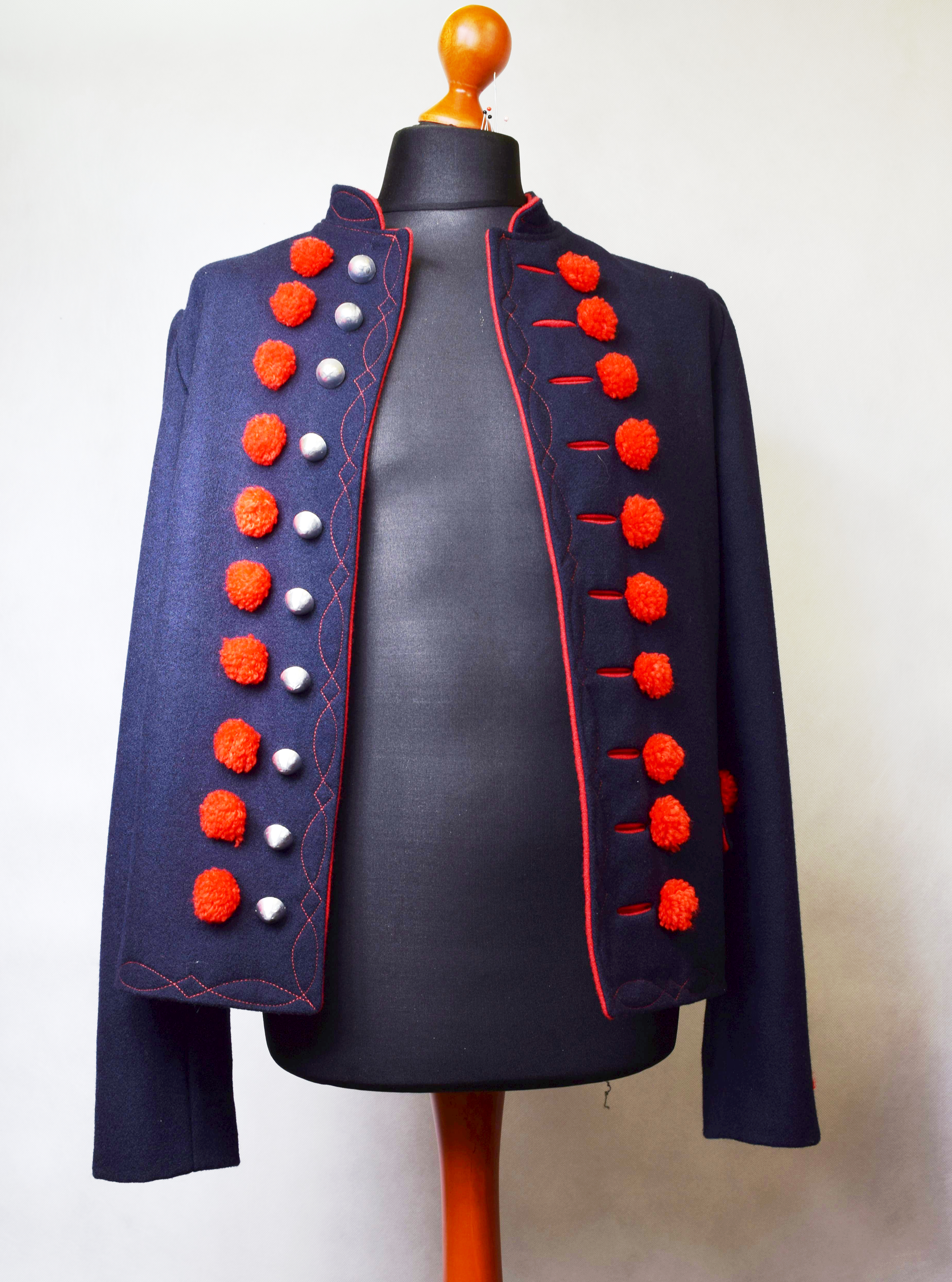
Bruclik – współczesne szycie, Beskid Żywiecki

Spodnie męskie szyte były z sukna domowej produkcji. W pierwszej poł. XIX wieku nazywano je „spodniami węgierskimi” z uwagi na ich formę zbliżoną do umundurowania wojsk węgierskich. Inna nazwa to „portki wałaskie”. Spodnie były dopasowane do ciała i sięgały tylko do bioder. Żywieckie portki, podobnie jak portki górali śląskich, posiadały po jednym rozporze – „przyporze”, umieszczonym po prawej stronie. Szwy wzmacniano czarnym lub czerwonym suknem, co tworzyło rodzaj lamówki. W pasie posiadały kilkucentymetrową zakładkę, przez którą przewlekano rzemień. Zdobienia portek stanowiły drobne wyszycia wokół rozporu i nogawek. Latem noszono lżejsze spodnie z grubego płótna lnianego.

### Pasy
Na spodnie i koszule zakładano szeroki pas trzos. Opinał on ciało od bioder aż po piersi. Zabezpieczał jamę brzuszną przed uszkodzeniem, dlatego noszony był przede wszystkim przez baców stąd jego inna nazwa „pas bacowski”. W celach paradnych noszony był także przez młodych mężczyzn. Górale żywieccy nosili pasy w kolorach czerwono buraczkowych i czarnych, zapinane na 3 lub 4 klamry. Uzupełnieniem pasa były łańcuszki, do których doczepiano akcesoria: nóż, woreczek na tytoń. Pasy tego typu były popularne wśród różnych grup góralskich.

### Kaftany i kamizelki
Uzupełnieniem stroju były kaftany i kamizelki. Kaftany szyto z czarnego lub granatowego sukna. Kamizelki – „brucliki” mogły mieć kolor czerwony, niebieski, granatowy lub czarny. Oba elementy miały podobny krój sięgały nieco poniżej pasa. Pokrój szyi wykończony był stójką. Wzdłuż brzegów biegł jeden lub dwa rzędy metalowych guzików, które służyły tylko ozdobie i praktycznie ich nie zapinano. Ozdobę stanowiły również wełniane chwościki tzw. „knopki”.

### Okrycia wierzchnie
Gunie górali żywieckich miały krój ponczo poprzecznego. Gunia była sztywna i nie miała podcięć pod rękawami. Zarzucano ją na ramiona jak pelerynę nie wkładając rękawów. Żywieckie gunie były różnorodne i różniły się detalami konstrukcji i zdobień. Wszystkie obszywano wzdłuż przodów i na karku kolorowymi, przylegającymi do siebie sznureczkami z włóczki: (zielonej, czerwonej, żółtej, niebieskiej), tworzącymi barwny pas.

Za okrycie zimowe służyły również kurtki zwane „burkami” i „burnusami”, które na przełomie XIX/XX wieku zastąpiły gunie. Od początku XX wieku w użyciu były „tołuby” – białe kożuchy z długimi rękawami, lekko wcięte w pasie. Wąski kołnierz i mankiety wyszywano z czarnego baranka. Ozdobę stanowiły aplikację z czerwonych i zielonych rzemyczków i białe sznureczki skręcone z irchy. Zapięcie stanowiły skórzane pętlice i guzy z kolorowo wyprawionej skóry.

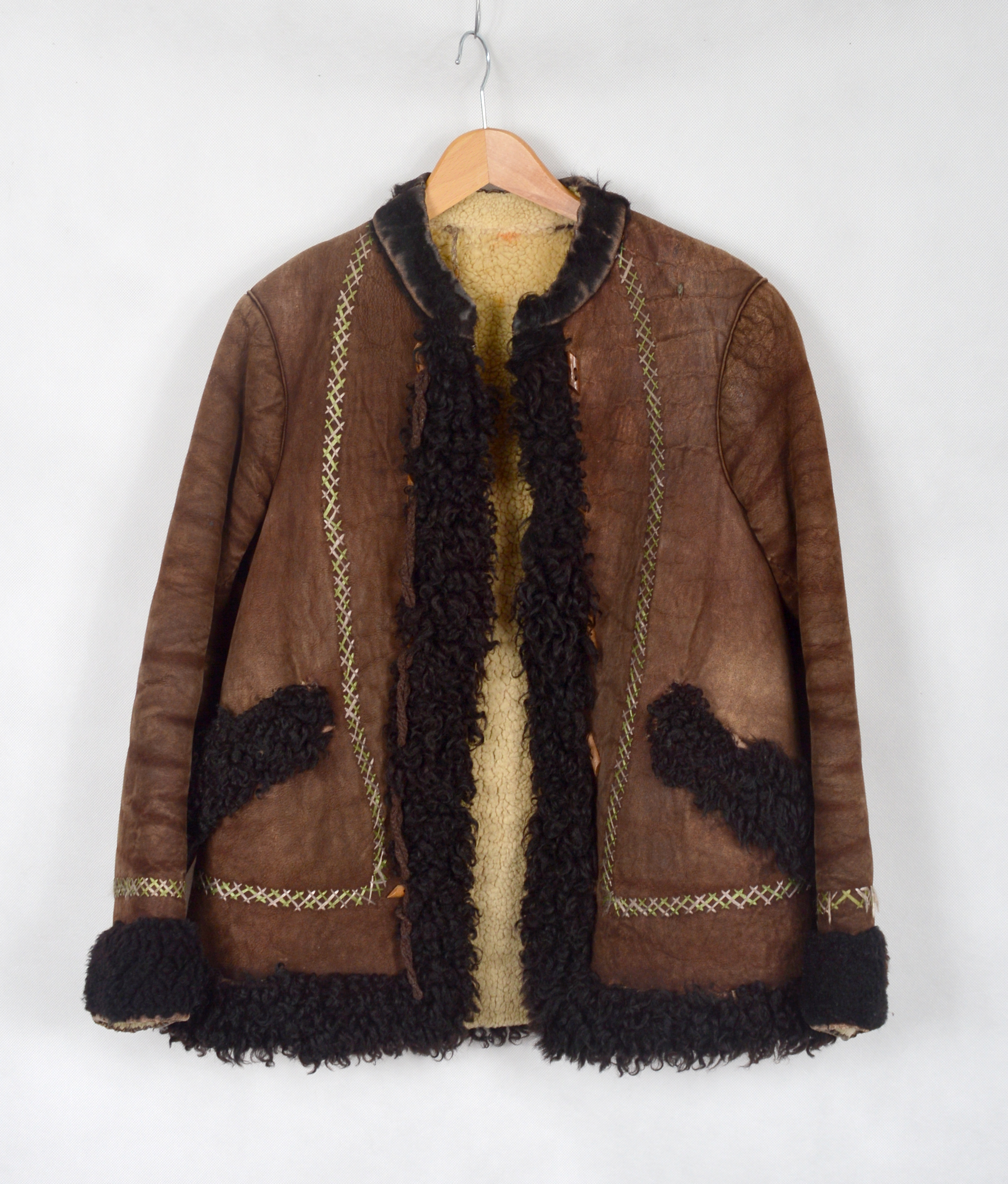
Okrycie wierzchnie, Beskid żywiecki

### Dodatki
Wykonane z czarnego filcu kapelusze (kłobuki) noszono do stroju świątecznego. Miały szerokie rondo i niewysoka główkę. Funkcje obrzędowe otrzymywały przez dodatki (pan młody przystrajał rondo mirtem, białymi kwiatami i wstążką, drużbowie nosili powyższe elementy w kolorze różowym. Kapelusze noszone przez baców natłuszczano łojem, żywicą lub smołą, co zapewniało im nieprzemakalność.

### Kierpce
Typowym obuwiem kobiecym i męskim były kierpce, wykonywane z jednego kawałka grubej skóry, latem ubierane na gołe stopy, w chłodniejszych porach roku - na wełniane skarpety. Kobiety sznurowały je zazwyczaj sznurkami plecionymi z wełny, a dla celów paradnych - czerwoną wstążką, mężczyźni zaś rzemieniami.